# Baptiste Vadic
Baptiste Vadic (Guéret, 15 aprile 2002) è un ciclista su strada e ciclocrossista francese, che corre per il team TotalEnergies; è professionista dal 2024.

## Palmarès

### Strada
- 2022 (Vendée U, una vittoria)

1ª tappa Tour de la Mirabelle (Pont-à-Mousson > Pagny-sur-Moselle)
2ª tappa Tour de Moselle (Basse-Ham > Kuntzig)
- 2023 (Vendée U, una vittoria)

2ª tappa Ronde de l'Oise (Breteuil > Margny-lès-Compiègne)

#### Altri successi
- 2022 (Vendée U)

Classifica traguardi volanti Boucle de l'Artois
Classifica traguardi volanti Tour du Pays de Montbéliard
Chrono 47, cronosquadre
- 2023 (Vendée U)

Classifica traguardi volanti Vuelta a Madrid U-23
Circuit de l'Essor
Manche-Atlantique
Bol d'Or des Amateurs-Mavic Cup

### Cross
- 2019-2020

Ziklokross Laudio, Junior (Laudio)
Elorrioko Basqueland Ziklokrosa, Junior (Elorrio)

## Piazzamenti

### Classiche monumento
- Liegi-Bastogne-Liegi

2025: ritirato

### Competizioni mondiali
- Campionati del mondo di ciclocross

Dübendorf 2020 - Junior: 22º

### Competizioni continentali
- Campionati europei su strada

Plouay 2020 - In linea Junior: 16º
Drenthe 2023 - In linea Under-23: 59º